# Stensjön, Nässjö kommun
Stensjön är en tätort i Nässjö kommun i Jönköpings län.

## Befolkningsutveckling
| Befolkningsutvecklingen i Stensjön 1970–2020 | Befolkningsutvecklingen i Stensjön 1970–2020 | Befolkningsutvecklingen i Stensjön 1970–2020 | Befolkningsutvecklingen i Stensjön 1970–2020 | Befolkningsutvecklingen i Stensjön 1970–2020 |
| -------------------------------------------- | -------------------------------------------- | -------------------------------------------- | -------------------------------------------- | -------------------------------------------- |
|                                              |                                              |                                              |                                              |                                              |
| År                                           |                                              |                                              | Folkmängd                                    | Areal (ha)                                   |
| 1970                                         | 1970                                         |                                              | 207                                          |                                              |
| 1975                                         | 1975                                         |                                              | 217                                          |                                              |
| 1980                                         | 1980                                         |                                              | 237                                          |                                              |
| 1990                                         | 1990                                         |                                              | 221                                          | 55                                           |
| 1995                                         | 1995                                         |                                              | 235                                          | 55                                           |
| 2000                                         | 2000                                         |                                              | 209                                          | 55                                           |
| 2005                                         | 2005                                         |                                              | 208                                          | 55                                           |
| 2010                                         | 2010                                         |                                              | 224                                          | 55                                           |
| 2015                                         | 2015                                         |                                              | 244                                          | 80                                           |
| 2020                                         | 2020                                         |                                              | 264                                          | 71                                           |
| Anm.: Ny tätort 1970                         |                                              |                                              |                                              |                                              |

## Samhället
I Stensjön finns det en lanthandel vid namn Barkös Lanthandel.  I närheten ligger en populär badplats.
I Stensjön ligger även en station på järnvägslinjen Nässjö-Vetlanda.  I byn finns vårdhemmet Nömmebergas Vårdhem AB.
De har också ett fotbollslag Stensjöns IF som spelade i division 3 år 2021 men åkte ur och år 2022 är man i division 4.

## Näringsliv
Ett fåtal mindre industrier och företag finns i trakten, till exempel några pälsdjursfarmar.